# Mario Ortiz Ruiz
Mario Ortiz Ruiz (Santander, 24 marzo 1989) è un calciatore spagnolo, centrocampista del Vimenor.